# 麥理浩勳爵夫人
伯克的麥理浩男爵夫人麥鄧麗娉，CStJ[?]（1920年12月26日—2020年2月16日），1982年前通稱麥理浩爵士夫人（Lady MacLehose），此後稱作伯克的麥理浩勳爵夫人（The Lady MacLehose of Beoch），英國蘇格蘭人士，第25任香港總督麥理浩勳爵的妻子，1971年至1982年因丈夫關係擔任港督夫人。
麥理浩勳爵夫人出身蘇格蘭南艾爾郡，系出名門，父親托馬斯·查理斯·鄧洛普爵士在當地營辦報業。她在1947年嫁給任職外交官的麥理浩，從此隨丈夫開展飄泊的外交生活。以港督夫人身份在香港生活的10年多期間，麥理浩夫人除了隨丈夫出席大小公開和官式場合，還熱心社會公益事務，並且在1971年至1976年出任香港公益金會長。香港聖公會麥理浩夫人中心和香港傷健會麥理浩夫人中心都是以她的名字命名的社福設施。
麥理浩夫婦倆均熱愛郊野和遠足，而麥理浩夫人對植物更是有相當的興趣，對香港的植物也十分熟悉，並曾支持植物學家胡秀英博士在香港的研究工作。香港政府把麥理浩徑和麥理浩夫人度假村以麥理浩勳爵伉儷命名，除了是因為兩項建設都是由麥理浩本人提出以外，还是出於兩人對郊野和遠足的熱忱。

## 生平

### 家庭背景
麥理浩勳爵夫人本名鄧麗娉（Margaret Noël Dunlop），1920年12月26日生於英國蘇格蘭艾爾郡（Ayrshire；今屬南艾爾郡）梅博爾市郊一座名叫蘇切利府（Sauchrie House）的鄉村宅第，父親托馬斯·查理斯·鄧洛普爵士（Sir Thomas Charles Dunlop，1878年2月4日－1960年8月13日）是當地鄉紳，營辦報業，曾於艾爾郡（卡里克伯爵直屬）義勇騎兵隊（Ayrshire (Earl of Carrick's Own) Yeomanry）及皇家蘇格蘭火槍團（Royal Scots Fusiliers）服役，獲取名譽陸軍上校軍階，並曾獲授本地勳章。他在1930年受任為艾爾郡副郡尉，1955年英女皇壽辰授勳名單中再獲爵士勳銜，以表揚他在艾爾郡擔任公職的表現。
鄧麗娉的父親在1905年1月28日娶艾菲麗達·路易絲·格蘭特·華生（Elfrida Louise Grant Watson，？－1946年3月28日）為妻，艾菲麗達是羅伯特·格蘭特·華生（Robert Grant Watson）的女兒。鄧麗娉在家中五名兄弟姊妹中排行最小，長兄腓特烈·漢密爾頓·鄧洛普（Frederick Hamilton Dunlop，1905年11月10日－1955年4月25日）在皇家海軍服役，軍階至海軍中校，1933年娶馬喬里·伊芙·戴安娜·艾略特（Marjory Eve Diana Elliot）為妻；二哥威廉·赫伯特·鄧洛普（William Herbert Dunlop，1907年1月4日－1982年）先後受教於伊頓公學和劍橋大學三一學院，1928年和1932年分別獲文學士和文學碩士學位，後來接手父親的報紙業務；三姐菲利斯·爾恩斯塔·鄧洛普（Phyllis Ernesta Dunlop，1908年9月5日－1908年10月28日）早夭；四姐露比·珍妮特·鄧洛普（Ruby Janette Dunlop，1910年2月12日－2000年11月3日）在1934年7月嫁給皇家蘇格蘭火槍團中尉W·G·史密斯（W. G. Smith，1901年9月7日－1979年11月10日）。

### 港督夫人

#### 抵港生活
1947年6月24日，鄧麗娉於英國嫁給二戰完結後剛自華歸國的麥理浩，兩人均因父業結緣，麥理浩之父興辦印刷廠，兩人家族生意有商業合作關係。麥理浩同樣是蘇格蘭人，本為殖民地部官員，戰時曾遭日軍拘禁，1944年至1946年任英國駐福州署理領事。1947年，麥理浩轉到外交部任職，麥理浩夫人也就開始隨丈夫過著飄泊的外交生活。

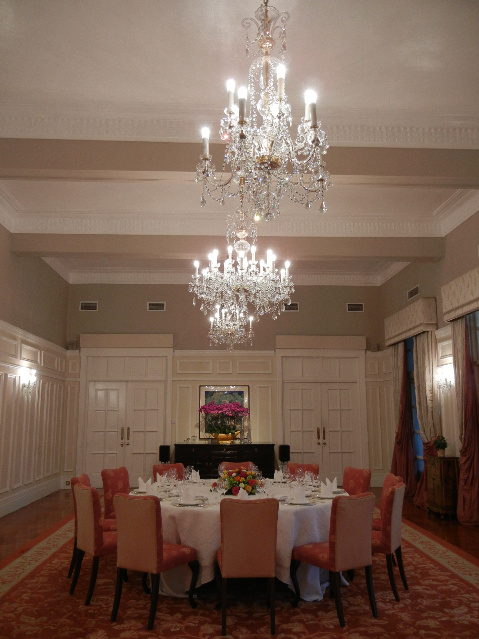
港督府（禮賓府前身）飯廳的意大利製古董水晶燈

從1947年至1971年間，麥理浩除了有數年時間調回倫敦供職以外，大部份時間都在海外任職，這些地方包括中國漢口、捷克布拉格、紐西蘭惠靈頓、法國巴黎、香港、越南西貢和丹麥哥本哈根等地。麥理浩所到的地方，麥理浩夫人也大多跟隨。其中，麥理浩在1959年至1962年於香港擔任香港政府政治顧問期間，麥理浩夫人曾在港擔任聖保祿學校中學教師。
1971年，麥理浩受任為第25任香港總督，同年獲英廷頒授KCMG勳銜，成為爵士，其妻也因而獲尊稱為麥理浩爵士夫人，並在翌年獲英廷授予CStJ勳銜。1971年11月19日，麥理浩夫人隨履任港督的丈夫乘坐國泰航空CX501號班機抵達香港，由此展開她在香港10年多的生活。
在這些年間，麥理浩夫人以港督夫人的身份與丈夫進住港督府，負起持家的責任，而府內裝有的意大利製古董水晶燈，也是由她從印度購置，用來換掉以往的天花吊扇的。另外，她曾經特地邀請香港的廣彩瓷廠房，為港督府添置自訂式樣的廣彩瓷餐具，後來廠房保留式樣，製作成稱為「督花」的廣彩瓷餐具出售。
話雖如此，據在麥理浩任內擔任港督私人秘書的李麗娟憶述，麥理浩夫婦其實十分慳儉，平日丈夫的裇衫每有破損，都是由妻子親自縫補再用；麥理浩夫人雖然個性並不外向，但為人善良，也很會體恤港督府內的員工，並曾主動提出檢討港督府員工的薪酬，讓府內員工多年不變的薪酬待遇首獲調升。
此外，麥理浩夫人也時常協助丈夫招待到訪港督府的賓客，以及與丈夫一起出席不同的官方和公開場合。在1975年，麥理浩夫人就參與款待到訪香港的英女皇伊利沙伯二世與皇夫愛丁堡公爵；至於麥理浩等人在1979年獲中方邀請到北京會見中共領導人鄧小平的時候，她也一同成行。

#### 社會公益
麥理浩夫人在港居住期間熱心社會公益事務，除了擔任基督教女青年會名譽會長、啹喀兵慈善委員會主席、香港中國婦女會名譽贊助人和香港女子草地滾球總會贊助人等慈善機構和體育團體的職務外，還在1971年至1976年擔任香港公益金會長。在公益金會長任內，她不單經常到訪各大社福機構，觀察日常運作，而且又參與公益金百萬行等不同的籌款活動以推動公益事業。
麥理浩夫人也時常參觀學校和其他社會設施，由她主持揭幕的設施包括在1973年落成的大口環根德公爵夫人兒童醫院新廈和1977年揭幕的中華廠商會職業先修學校等，1979年9月30日，她更與丈夫一同主持香港地鐵首段由觀塘至石峽尾段的通車典禮。由她在1973年主持啟用儀式的香港聖公會麥理浩夫人中心，也是以她的名字命名，以表揚她在社會服務方面的工作。
另一方面，麥理浩夫人十分支持各類身心殘障兒童參與騎術活動，認為此舉有助他們發揮最大潛能和提昇自信。1974年，在應香港少年馬術會要求下，麥理浩夫人提出仿傚英國和紐西蘭等地，在香港設立一家傷健策騎協會。有關構思得到時任英皇御准香港賽馬會主席韋彼得和總經理彭福將軍等人支持，促成香港傷健策騎協會於1975年成立，並在馬會旗下位於新界粉嶺的雙魚河鄉村會所舉辦課堂，但初時要向駐港英軍轄下羅湖騎術會商借軍騾使用。
麥理浩夫人親身參與了協會的初年發展，並積極為協會尋覓永久會址。得到香港復康會創辦人兼立法局非官守議員方心讓爵士協助爭取下，港府後來撥出香港島薄扶林水塘旁邊一幅土地用作薄扶林公眾騎術學校，騎術學校在1978年落成後，香港傷健策騎協會也在同一年遷入。為答謝麥理浩夫人對協會早年發展提供的支持，協會特地把位於騎術學校的基地命名為香港傷健會麥理浩夫人中心，中心隨後由她本人在1979年主持揭幕。

#### 遊走郊野

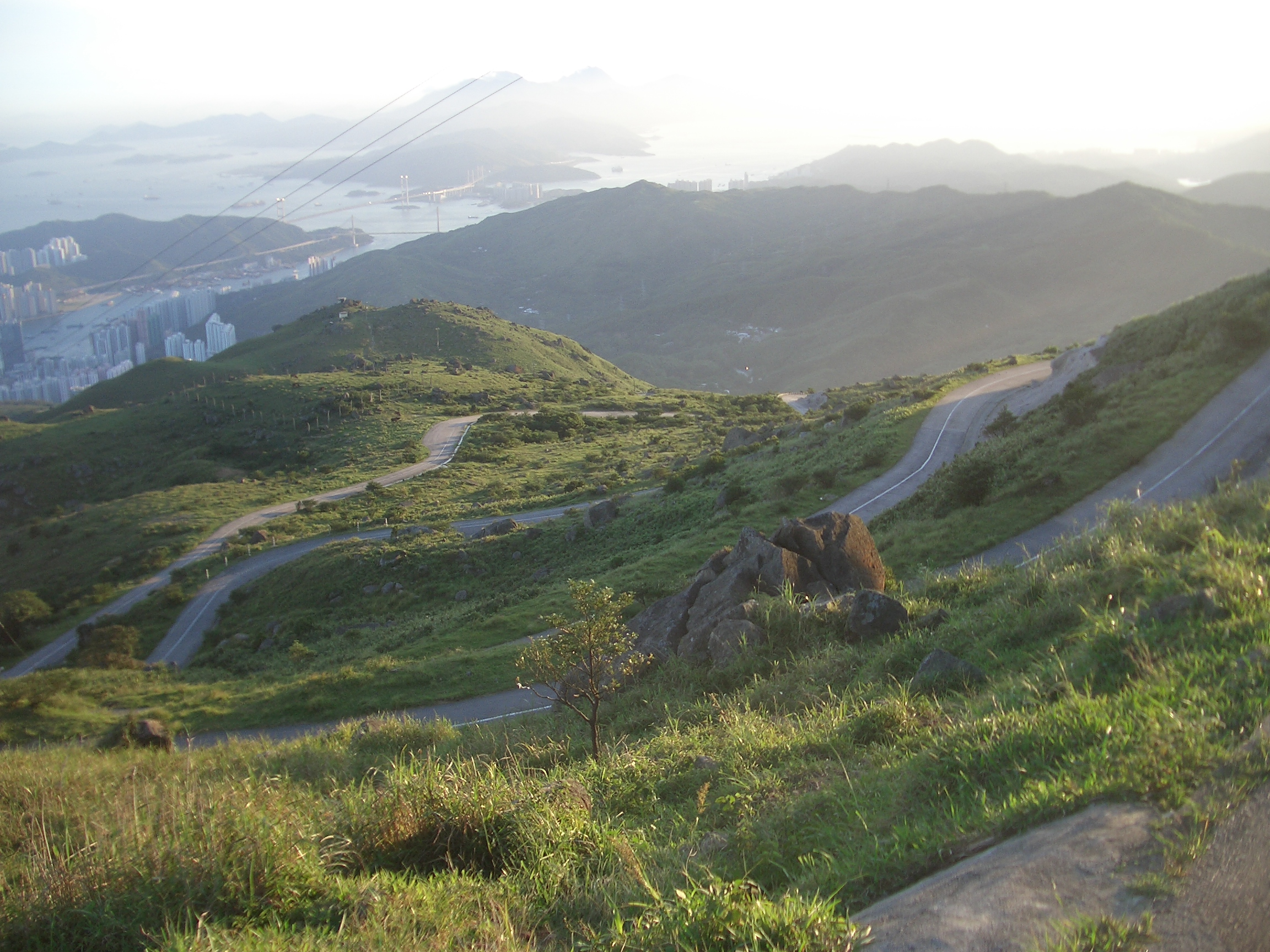
麥理浩徑近大帽山道一段的沿途風光

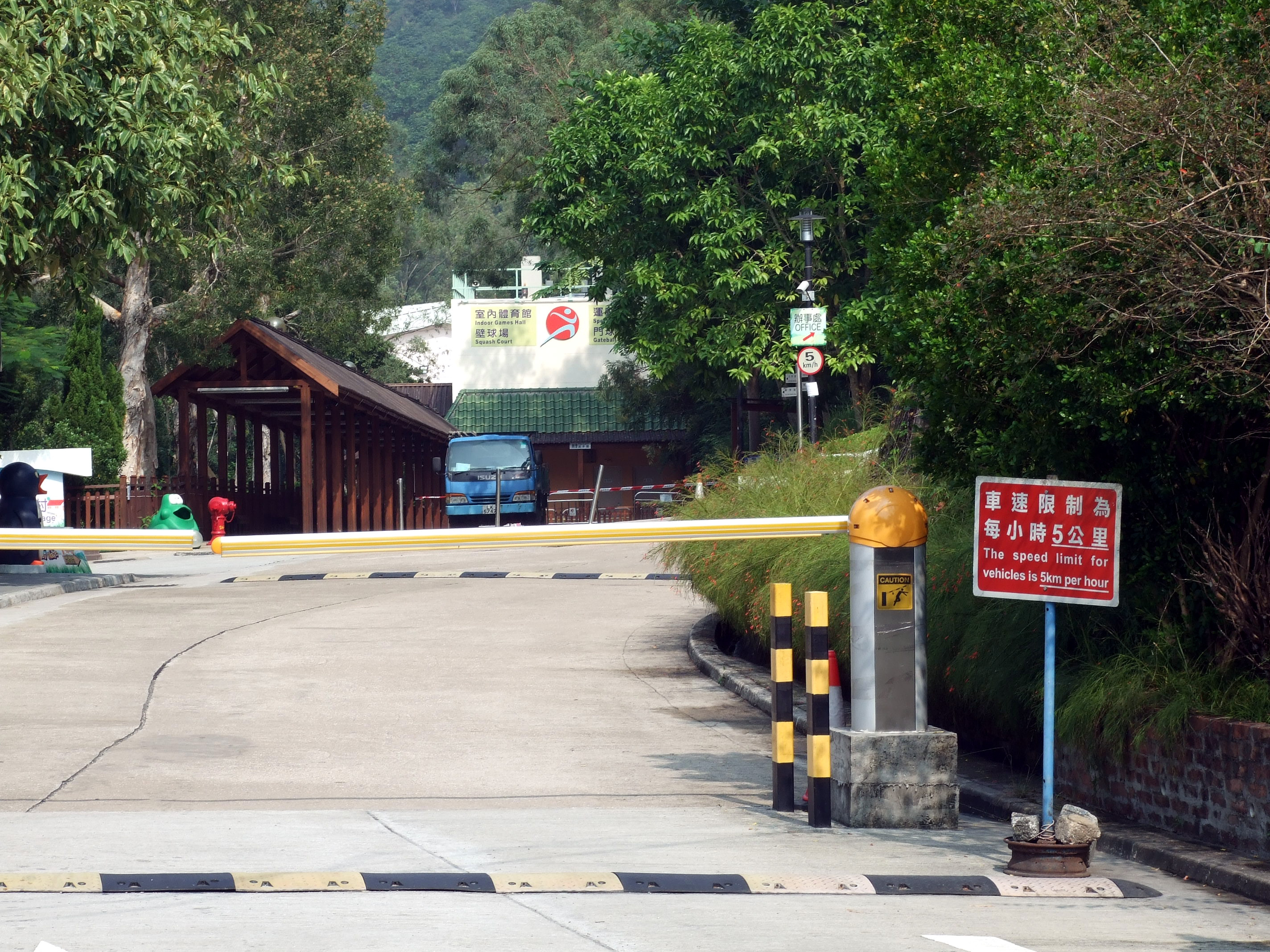
西貢北潭涌麥理浩夫人度假村

在平常的官式活動以外，遊走郊野和泛舟海上成為了麥理浩夫婦倆閒時熱愛的活動，而麥理浩夫人對植物更是有相當的興趣。早於1959年至1962年，麥理浩夫人已隨丈夫出任港府政治顧問而曾經居於香港，並與丈夫遊遍香港的郊野，從而慢慢對香港的植物具深入的認識。
重返香港任港督夫人以後，她總愛帶到訪港督府的賓客遊覽郊外，介紹香港的植物。當時植物學家胡秀英博士自美國來港，穿梭港美兩地，兼教香港中文大學崇基學院，並著手研究和搜集香港獨特的植物標本。麥理浩夫人相當欣賞胡秀英的研究，且提供不少支持，除了安排皇家香港警隊派出水警輪供胡秀英使用，又親身跟隨胡秀英到偏遠地區、離島、甚至是軍部禁區採集標本，對胡秀英的研究具重要幫助。
在香港以外，麥理浩夫人也曾在1977年與朋友到印度遊歷甘托克一帶的喜馬拉雅山山麓；後於1988年更受中共邀請，登上了福建省的武夷山。麥理浩夫婦熱愛遠足的程度，促使港府在1979年把一條新修成的遠足徑命名為麥理浩徑。麥理浩徑全長100公里、橫跨香港新界東西，是香港最長的遠足徑。
1981年，港府在慈善家鄧肇堅爵士慨捐200萬港元下，在西貢北潭涌建成麥理浩夫人度假村。麥理浩夫人度假村是香港首個開放大眾使用的公眾度假村，為市民提供郊野戶外的康樂休憩場地。因麥理浩夫人熱愛郊野的關係，度假村遂以她命名，並由她在1981年1月8日主持開幕儀式。

#### 離開香港
麥理浩夫婦在香港一住10年有多，期間擔任港督的丈夫成功大幅改善香港的生活水準，因而深受香港市民支持。1982年5月8日，麥理浩夫人終於隨卸任港督的丈夫告別港督府，他們在當晚乘坐專用轎車前往皇后碼頭，途徑花園道、德輔道中、畢打街和干諾道中，沿途均有大批市民夾道歡呼，在車上的麥理浩伉儷則報以揮手致謝。
麥理浩伉儷乘坐的轎車抵達皇后碼頭所在的愛丁堡廣場後，出席了簡單而莊嚴的惜別儀式，並和在場恭候的行政立法兩局議員和社會各界人士握手道別。在皇家香港警察樂隊奏出《友誼萬歲》一曲下，麥理浩夫婦乘坐的慕蓮夫人號慢慢橫渡維多利亞港，在九龍公眾碼頭登岸後，又與在場守候的大批民眾握手，再一次顯現親民作風。他們隨後轉乘專車前往啟德機場，途經之處均有大批民眾送別，最後在晚上九時乘坐英國航空波音747客機BA20號班機離開香港，經阿布扎比返回倫敦。
丈夫麥理浩由1971年11月上任，至1982年5月卸任，任期前後長達10年零6個月，是香港歷史上在任時間最長的香港總督，因此麥理浩夫人也成為了香港歷史上在任時間最長的港督夫人。1982年5月21日，麥理浩獲英廷冊封為終身男爵，是為麥理浩勳爵，麥理浩爵士夫人因而進一步成為麥理浩勳爵夫人。

### 返英定居

#### 「麥克倫事件」
麥理浩夫人隨丈夫返回英國後返到蘇格蘭南艾爾郡的家鄉梅博爾，定居於市郊伯克（Beoch）的一座宅第，閒時與丈夫在家過著悠閒的牧羊生活。1988年10月2日，麥理浩夫人在寓所2英里外的叢林遛狗途中，在一處壕溝遭異物絆倒，繼而發現絆倒她的是一名男童屍體，她於是立即回家報警求助。經調查後，證實死者是16日前，即9月17日失蹤的五歲男童史蒂芬·麥克倫（Stephen McKerron）。麥克倫在9月17日跟隨叔父母入住艾爾郡一家渡假營，準備在那裡渡假，但麥克倫入營後不久即告失蹤。蘇格蘭警方隨後動員超過140名警員，在渡假營方圓2英里內連日作大規模地毯式搜索，並要求皇家空軍派出配備紅外線搜索儀器的直昇機從上空偵測，渡假營員工和多名市民也加入營救，但始終遍尋不獲。
在翌年3月底召開的死因研訊中，有目擊證人聲稱見到麥克倫被一名不明男子帶走，更有駕駛者聲稱在路上見到麥克倫與一名男子手牽手步行；不過，也有證人堅稱看到麥克倫獨自爬過6英尺高的圍欄離開渡假營。各種證供眾說紛紜，加上屍體被發現時已開始腐爛，法醫未能證實死者是否有明顯傷痕，但能推斷死者死於戶外凍死，死因庭最終排除謀殺的可能，裁定麥克倫死於不幸。不過，事件仍留下眾多未能解釋的疑團，例如當麥理浩夫人發現屍體時，麥克倫原本身穿的襪子放在他的褲袋內，但他卻仍穿著運動鞋，鞋子還打上他不懂打的結；此外，麥克倫陳屍的地點距離他失蹤的渡假營相距4.6英里之遙，究竟只有五歲的麥克倫如何能走那麼遠，抑或是有身份不明的第三者把他帶到伏屍地點，警方皆無法得出確切結論。

#### 晚年生涯
麥理浩夫人的丈夫在晚年透過上議院論政，繼續關注香港前途，他在香港的不少舊部和前下屬到訪英國的時候，也不時會順道探訪他們，其中曾任麥理浩私人秘書的前政務總署署長李麗娟，在麥理浩生前更會每年專程到英國探望兩人，讓他們了解香港的最新發展。丈夫在2000年5月27日逝世後，麥理浩夫人在當年特地返回香港出席中環聖約翰座堂舉行的追思會，席間除得到時任行政長官董建華等出席政府官員慰問，也借機會跟昔日的香港各界朋友敘舊。2005年，她再一次重臨香港，出席由她創辦的香港傷健策騎協會的25週年銀禧慶典。此後她在南艾爾郡梅博爾過著平靜的生活，與李麗娟等仍有書信來往。
源於自幼對植物和大自然的喜愛，園藝成為了麥理浩夫人晚年的一大興趣，憑藉多年來在海外各地生活累積的園藝經驗和技藝，她在其寓所花園嚴選來自不同地域的園藝植物，以及觀賞類喬木和灌木。儘管蘇格蘭的氣候嚴峻，但經過她的悉心哉培，這些植物都能夠在她的花園裡茁壯生長，蔚為奇觀。此外，她在梅博爾成立植物文化遺產組織（Plant Heritage）艾爾郡小組，出任名譽會長；而身為國立植物及花園保護理事會（National Council for Conservation of Plants and Gardens）首名來自蘇格蘭的代表，該理事會轄下的艾爾郡及阿倫小組，以及蘇格蘭花園計劃（Scotland's Garden Scheme），也在她的推動下得以成立。為肯定她對蘇格蘭園藝發展的支持，她更於2004年獲皇家喀里多尼亞園藝學會（Royal Caledonian Horticultural Society）頒授一面英皇太后伊利沙伯獎章。
自2018年開始，麥理浩夫人患上認知障礙症，又因年事已高、行動不便，唯有入住鄰近梅博爾、位於坦伯利（Turnberry）的馬林閣（Malin Court）療養院，但由於她不可以在療養院飼養她心愛的寵物狗，因此感到十分傷心。2020年2月16日，麥理浩夫人在馬林閣逝世，終年99歲。她的感恩禮拜於2月26日在家鄉梅博爾的聖奧茲華德聖公會教堂（St Oswald's Episcopal Church）舉行。麥理浩夫人逝世後，時任香港行政長官林鄭月娥特地發聲明致以深切慰問，並讚揚她在港期間「一直熱心本地社會和公益事務，關懷社群」。

## 個人生活
麥理浩勳爵夫人是在1947年6月24日於英國嫁給丈夫的，麥理浩勳爵（1917年10月16日－2000年5月27日）的家鄉同樣位於蘇格蘭艾爾郡，父母分別名哈米什·亞歷山大·麥克萊豪斯（Hamish Alexander MacLehose，1886年－1962年）和瑪嘉烈·布魯斯·布拉克（Margaret Bruce Black）。麥理浩夫人的岳丈在斯特凌郡（Stirlingshire）墾思峽（Campsie Glen）附近的格蘭米爾（Glenmilne）開設印刷所，第一次世界大戰的時候曾在蘇格蘭來福槍團第八營擔任少校。麥理浩夫婦在1949年誕下一對雙生女兒，分別是：
- 艾菲麗達·桑德拉（Elfrida Sandra）：1971年嫁給馬田·艾默里·瑋緻活（Martin Amery Wedgwood，1936年－2010年）。[56]瑋緻活是陶瓷製造商約西亞·瑋緻活的後人，[57]曾在軍中服役，退役後打理家族生產船隻大型部件的生意，並曾獲委任為鄧巴頓郡副郡尉。[57]艾菲麗達與丈夫育有一子一女，分別名理查（Richard）和洛伊絲（Lois），她於2007年逝世。[57]
- 西爾維亞·瑪嘉烈（Sylvia Margaret）：1970年嫁給從事汽車防鏽業務的羅納德·萊頓·桑德曼（Ronald Leighton Sandeman，1944年－），[58]兩人育有一名叫愛瑪（Emma）的女兒。[59]1974年初，懷有五個月身孕的西爾維亞在蘇格蘭駕車時遭另一輛錯誤切線的汽車迎頭相撞；[60]雖然意外沒有影響胎兒，但她卻因此下半身永久癱瘓。[60][59]自此以後，西爾維亞積極為蘇格蘭的傷殘人士爭取權益，歷任蘇格蘭體育評議會（Scottish Sports Council）委員、[61]蘇格蘭傷健人士評議會（Scottish Council on Disability）委員、[62]蘇格蘭消費者委員會（Scottish Consumer Council）委員、[62]蘇格蘭傷健人士體育協會（Scottish Sports Association for Disabled People）副主席、[63]蘇格蘭下身癱瘓者協會 （Scottish Paraplegic Association）主席、[64]位於格拉斯哥的伊利沙伯女皇國立脊柱傷患小組（Queen Elizabeth National Spinal Injuries Unit）行政主管、[64]以及蘇格蘭脊柱傷患組織（Spinal Injuries Scotland）行政總裁等職。[64]她在1981年獲頒「蘇格蘭年度傷健人士獎」，以及在2010年獲安妮公主接見，以表揚她在推動傷殘人士權益方面的工作。[62][65]儘管西爾維亞要依靠輪椅代步，但她跟丈夫仍不減他們一直以來對遊艇的興趣，而且還是皇家遊艇協會的會員。[66][67]

麥理浩夫人在任港督夫人時已留有一頭銀白色的頭髮，雖然她的個子並不矮小，但比起個子高大的丈夫仍要顯得較矮。麥理浩夫婦倆均熱愛郊野和遠足，而麥理浩夫人對植物更是有相當的興趣。此外，她的暱稱是「Squeak」（吱吱）。

## 榮譽

### 殊勳

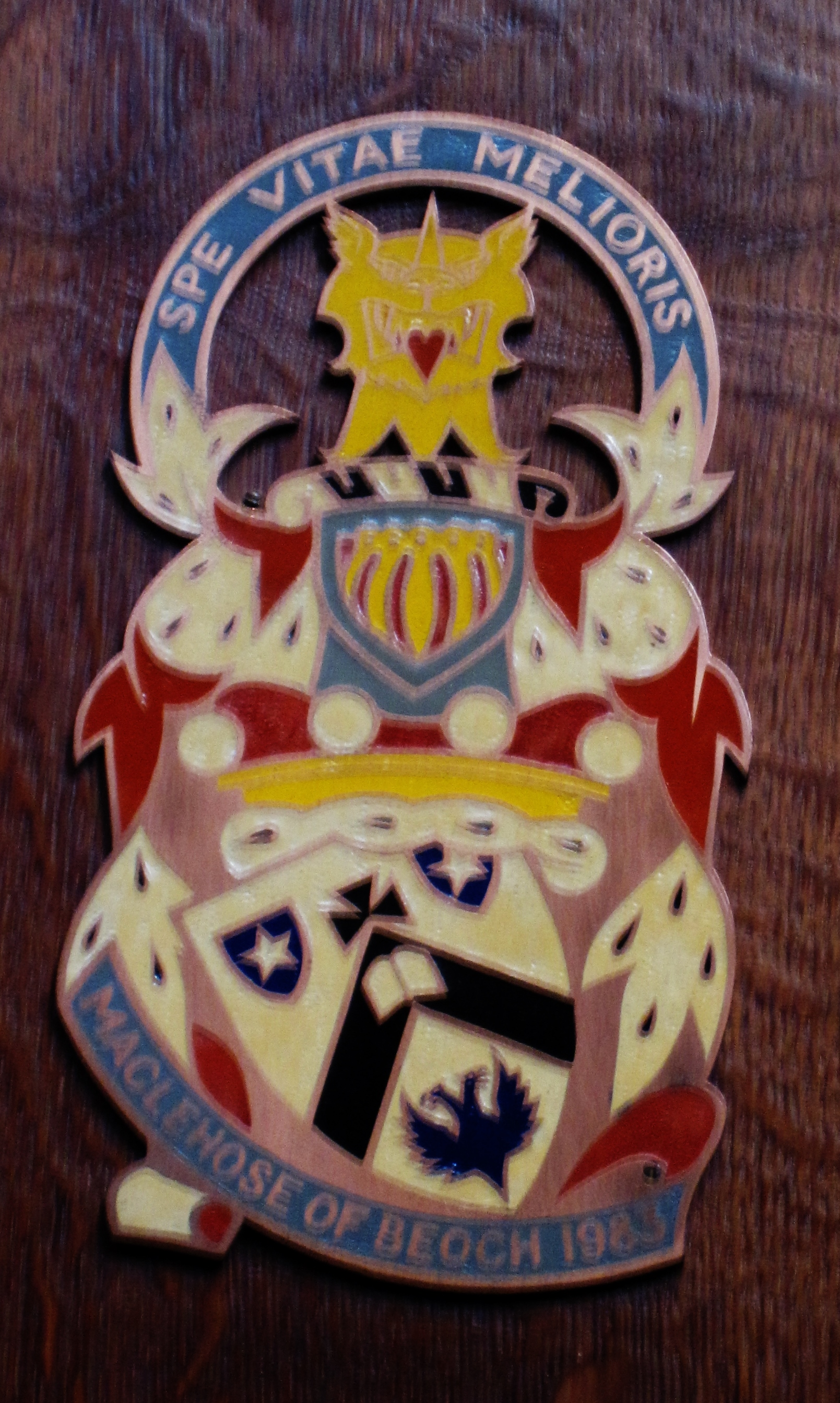
存放於愛丁堡聖吉爾斯大教堂內薊花禮拜堂的麥理浩勳爵盾徽

- 以下列出榮譽全稱及縮寫：^ 
  - 聖約翰司令勳章（C.St.J.） （1972年2月17日[13]）
  - 英皇太后伊利沙伯獎章 （2004年[3]）

### 頭銜
- 鄧麗娉 （M. Noël Dunlop，1920年12月26日－1947年6月24日）
- 麥理浩夫人（Mrs. M. Noël MacLehose，1947年6月24日－1971年6月）
- 麥理浩爵士夫人（Lady MacLehose，1971年6月－1972年2月）
- 麥理浩爵士夫人，CStJ（Lady MacLehose，1972年2月－1982年5月）
- 伯克的麥理浩勳爵夫人，CStJ（The Lady MacLehose of Beoch，1982年5月－2020年2月）

### 以她命名的事物
- 香港聖公會麥理浩夫人中心（HKSKH Lady MacLehose Centre）：位於新界葵涌和宜合道的一所社區中心，於1973年啟用。
- 香港傷健會麥理浩夫人中心：位於香港島薄扶林水塘道75號，於1979年啟用。
- 麥理浩夫人度假村（Lady MacLehose Holiday Village）：1981年啟用，位於新界的北潭涌西貢西郊野公園。

## 注腳
1. ↑  譯名參考《香港總督麥理浩爵士》一書。
2. 1 2 3 4 5  Burke & Pirie-Gordon (1937), p. 663.
3. 1 2 3 4 5 6 7 8 9  Houston (26 February 2020)
4. 1 2  Close (retrieved on 6 November 2012)
5. ↑  "Supplement to Issue 30081", London Gazette, 18 May 1917, p. 2.（原始內容存檔於2020-02-07）
6. ↑  "Issue 27205", London Gazette, 26 June 1900, p. 10.（原始內容存檔於2020-03-02）
7. ↑  "Issue 33606", London Gazette, 16 May 1930, p. 40.（原始內容存檔於2020-03-02）
8. ↑  "Supplement to Issue 40497", London Gazette, 3 June 1955, p. 2.（原始內容存檔於2019-06-24）
9. ↑  "Alloway Churchyard", The Scottish War Graves Project, 30 April 2011.（原始內容存檔於2012-04-30）
10. 1 2 3 4 5 6 7 8 9 10 11 12 13  Donald (2004)
11. ↑  吳靄儀（2005年7月4日）
12. ↑  "Supplement to Issue 45384", London Gazette, 4 June 1971, p. 3.（原始內容存檔於2020-02-12）
13. 1 2  "Issue 45601", London Gazette, 17 February 1972, p. 2.（原始內容存檔於2020-02-08）
14. ↑  Spurr (1995)
15. ↑  "Architecture" (2006)
16. ↑  〈Big Spender：廣彩瓷的黃昏歲月〉（2014年7月31日）
17. 1 2 3  〈麥理浩夫人鄧麗娉逝世　李麗娟：為人害羞但對港督府職員相當有心〉（2020年2月21日）
18. ↑  Cross (1999), p. 236.
19. ↑  〈女皇伉儷抵港訪問，市民夾道爭瞻風采〉（1975年5月5日）
20. ↑  〈九七大限〉（2007年）
21. ↑  〈麥理浩爵士夫人參觀事工展覽〉（1975年5月10日）
22. ↑  〈港督夫人任啹喀兵慈善會主席〉（1971年12月4日）
23. ↑  〈港督夫人訪問中國婦女會〉（1972年2月9日）
24. ↑  30th Anniversary Souvenir Programme (1998), p. 32.
25. ↑  〈港督麥理浩爵士夫人巡視三個香港公益金會員機構〉（1972年3月24日）
26. ↑  〈麥理浩夫人訪公益機構〉（1973年7月10日）
27. ↑  〈四中學畢業禮〉（1972年11月24日）
28. ↑  〈港督麥理浩夫人由副教育司陪同訪浸會學院〉（1973年12月13日）
29. ↑  〈兒童骨科醫院揭幕，港督麥理浩夫人昨日主持儀式〉（1975年10月7日）
30. ↑  〈廠商會職業先修學校昨由麥理浩夫人揭幕〉（1977年10月4日）
31. ↑  《香港總督麥理浩爵士》（1982年）
32. ↑  〈聖公會在葵涌設麥理浩夫人中心〉（1973年4月15日）
33. ↑  〈傷健策騎協會歷史〉（造訪於2013年11月17日）
34. 1 2 3 4 5  《香港傷健策騎協會三十三週年會刊》（2008年），頁20至21。
35. 1 2 3  Cox & Hutchison (2008), p. 103.
36. ↑  Stokes (1995), p. 141.
37. 1 2  Hu (2005), p. 16.
38. ↑  Lang (2003), p. 39.
39. ↑  Whiteley (1990)
40. ↑  《福建省志：武夷山志》（1992年），頁695。
41. 1 2  〈向大自然敬禮〉（造訪於2012年11月6日）
42. 1 2 3  〈港督麥理浩夫人主持首個家庭渡假村開幕禮〉（1981年1月9日）
43. 1 2 3 4 5  〈港督離港場面感人，市民夾道鼓掌歡送〉（1982年5月9日）
44. ↑  "Issue 48992", London Gazette, 26 May 1982, p. 1.（原始內容存檔於2020-02-08）
45. 1 2  "Lord MacLehose of Beoch" (1 June 2000)
46. 1 2 3 4 5 6  "Witnesses tell of man holding hands with boy from Butlin's" (29 March 1989)
47. 1 2 3 4  McCallum (1 April 1989)
48. 1 2 3 4  "Lessons learned from search that failed to save boy" (30 March 1989)
49. ↑  "The case I can't forget" (20 May 2012)
50. ↑  〈麥理浩：掀起香港廉政風暴〉（2006年6月14日）
51. ↑  〈前港督麥理浩夫人離世 享年99歲〉（2020年2月21日）
52. ↑  《香港傷健策騎協會三十三週年會刊》（2008年），頁25。
53. ↑  〈政商強人、倡議成立廉署，簡悅強走完99年人生〉（2012年9月23日）
54. 1 2  "MACLEHOSE OF BEOCH" (19 February 2020)
55. ↑  〈行政長官哀悼麥理浩勳爵夫人逝世〉（2020年2月21日）
56. ↑  "Hon. Elfrida Sandra MacLehose" (retrieved on 17 November 2013)
57. 1 2 3  The Salopian no. 146 (June 2010), p. 58.
58. ↑  "Hon. Sylvia Margaret MacLehose" (retrieved on 17 November 2013)
59. 1 2  "Mother's plea over 'special school'" (3 February 1981)
60. 1 2  Fang and Jeffery (2002), pp. 91 & 93.
61. ↑  Brickley (2013), p.14.
62. 1 2 3  "Scottish Consumer Council" (31 October 1984)
63. ↑  Brickley (2013), p.18.
64. 1 2 3  Sandeman (2010), pp. 7-13.
65. ↑  "BVI House" (July 2010)
66. ↑  Brickley (2013), p.20.
67. ↑  "Injuries that make every day a challenge" (3 October 1986)
68. ↑  Moss (2006), p. 175.

### 英文資料
- Burke, Sir Bernard, and Pirie-Gordon, Charles Harry Clinton, A Genealogical and Heraldic History of the Landed Gentry. UK: Burke Pub. Co., 1937.
- "Mother's plea over 'special school'", The Herald, 3 February 1981. （原始內容（页面存档备份，存于）存檔於2020-03-02）
- "Scottish Consumer Council", Hansard. Great Britain: House of Commons, 31 October 1984. （原始內容（页面存档备份，存于）存檔於2020-03-02）
- Jennifer, Cunningham, "Injuries that make every day a challenge", The Herald, 3 October 1986. （原始內容（页面存档备份，存于）存檔於2020-03-02）
- "Witnesses tell of man holding hands with boy from Butlin's", The Herald, 29 March 1989. （原始內容存檔於2020-03-02）
- "Lessons learned from search that failed to save boy", The Herald, 30 March 1989.（原始內容存檔於2020-03-02）
- McCallum, Andrew, "Foul play ruled out in death of wandering boy", The Herald, 1 April 1989.（原始內容（页面存档备份，存于）存檔於2020-03-02）
- Whiteley, Adrian, "A Visit to the Wuyi Mountains", Rhododendrons 1990 with Camellias and Magnolias No. 43. Royal Horticultural Society, 1990.
- Stokes, Edward, Hong Kong's Wild Places: An Environmental Exploration. Oxford University Press, 1995.
- Spurr, Russell, Excellency: The Governors of Hong Kong. Hong Kong: FormAsia, 1995.
- 30th Anniversary Souvenir Programme. Hong Kong: Hong Kong Community Chest, 1998. （原始內容（页面存档备份，存于）存檔於2010-05-24）
- Cross, Charles T., Born a Foreigner: A Memoir of the American Presence in Asia. Rowman & Littlefield, 1999. （原始內容（页面存档备份，存于）存檔於2020-03-02）
- "Lord MacLehose of Beoch", The Telegraph, 1 June 2000. （原始內容（页面存档备份，存于）存檔於2020-03-02）
- Fang, Sir Harry Sinyang, and, Jeffery, Lawrence, Rehabilitation: A Life's Work. Hong Kong: Hong Kong University Press, 2002. （原始內容（页面存档备份，存于）存檔於2020-03-02）
- Lang, David, Sikkim Himalaya: Travels in the Cloud Kingdom. Pomegranate, 2003.
- Donald, Sir Alan, "MacLehose, (Crawford) Murray, Baron MacLehose of Beoch", Dictionary of National Biographies. Oxford: OUP, 5th edition, 2004.
- Hu, Shiu-Ying, Food Plants of China. Hong Kong: Chinese University Press, 2005. （原始內容（页面存档备份，存于）存檔於2020-03-02）
- Moss, Peter, No Babylon: A Hong Kong Scrapbook. iUniverse, 2006. （原始內容（页面存档备份，存于）存檔於2020-03-02）
- "Architecture", Government House. HK: HKSAR Government, 2006. （原始內容（页面存档备份，存于）存檔於2013-01-26）
- Cox, Peter, and Hutchison, Peter, Seeds of Adventure: In Search of Plants. Garden Art Press, 2008.
- The Salopian no. 146. Shrewsbury: Shrewsbury School, June 2010. （原始內容（页面存档备份，存于）存檔於2013-12-24）
- "BVI House", geoffgolt.com, July 2010. （原始內容（页面存档备份，存于）存檔於2013-12-24）
- Sandeman, Sylvia, "50th ANNIVERSARY OF SIS", Newsline Winter 2010. Glasgow: Spinal Injuries Scotland, 2010, pp. 7-13.
- "The case I can't forget", Daily Record, 20 May 2012. （原始內容（页面存档备份，存于）存檔於2020-03-02）
- Brickley, Richard, Scottish Disability Sport - The First Fifty Years. United Kingdom: Scottish Disability Sport, 2013. （原始內容（页面存档备份，存于）存檔於2020-03-02）
- "MACLEHOSE OF BEOCH", Daily Telegraph, 19 February 2020. （原始內容（页面存档备份，存于）存檔於2020-03-02）
- Houston, Stephen, "Obituary: Lady MacLehose of Beoch", Ayrshire Post, 26 February 2020, p.4.
- Close, Rob, "Two Hundred Years of the Ayr Advertiser (part 3)", Ayrshire History, retrieved on 6 November 2012. （原始內容（页面存档备份，存于）存檔於2020-03-02）
- "Hon. Elfrida Sandra MacLehose", thePeerage.com, retrieved on 17 November 2013. （原始內容存檔於2020-03-02）
- "（页面存档备份，存于）", thePeerage.com, retrieved on 17 November 2013. （原始內容（页面存档备份，存于）存檔於2020-03-02）

### 中文資料
- 〈港督夫人任啹喀兵慈善會主席〉，《工商日報》第十一頁，1971年12月4日。
- 〈港督夫人訪問中國婦女會〉，《工商日報》第十頁，1972年2月9日。
- 〈港督麥理浩爵士夫人巡視三個香港公益金會員機構〉，《華僑日報》第四張第一頁，1972年3月24日。
- 〈四中學畢業禮〉，《華僑日報》第四張第四頁，1972年11月24日。
- 〈聖公會在葵涌設麥理浩夫人中心〉，《華僑日報》第三張第一頁，1973年4月15日。
- 〈麥理浩夫人訪公益機構〉，《華僑日報》第二張第三頁，1973年7月10日。
- 〈港督麥理浩夫人由副教育司陪同訪浸會學院〉，《華僑日報》第四張第一頁，1973年12月13日。
- 〈女皇伉儷抵港訪問，市民夾道爭瞻風采〉，《工商日報》第一頁，1975年5月5日。
- 〈麥理浩爵士夫人參觀事工展覽〉，《華僑日報》第三張第四頁，1975年5月10日。
- 〈兒童骨科醫院揭幕，港督麥理浩夫人昨日主持儀式〉，《大公報》第五版，1975年10月7日。
- 〈廠商會職業先修學校昨由麥理浩夫人揭幕〉，《大公報》第五版，1977年10月4日。
- 〈港督麥理浩夫人主持首個家庭渡假村開幕禮〉，《工商日報》第六頁，1981年1月9日。
- 《香港總督麥理浩爵士》，香港：明報，1982年。
- 〈港督離港場面感人，市民夾道鼓掌歡送〉，《華僑日報》第二張第一頁，1982年5月9日。
- 《福建省志：武夷山志》。福建人民出版社，1992年。
- 吳靄儀，〈日有所思：夫人〉，《蘋果日報》，2005年7月4日。（原始內容（页面存档备份，存于）存檔於2014-12-27）
- 〈麥理浩：掀起香港廉政風暴〉，《星島環球網》，2006年6月14日。（原始內容（页面存档备份，存于）存檔於2009-11-26）
- 〈九七大限〉，《解密百年香港》第33集，香港：香港亞洲電視，2007年。（原始內容（页面存档备份，存于）存檔於2012-02-03）
- 《香港傷健策騎協會三十三週年會刊》。香港：香港傷健策騎協會有限公司，2008年。（原始內容（页面存档备份，存于）存檔於2015-04-02）
- 〈政商強人、倡議成立廉署，簡悅強走完99年人生〉，《蘋果日報》，2012年9月23日。（原始內容（页面存档备份，存于）存檔於2020-03-02）
- 〈Big Spender：廣彩瓷的黃昏歲月〉，《蘋果日報》，2014年7月31日。（原始內容（页面存档备份，存于）存檔於2020-03-02）
- 〈前港督麥理浩夫人離世 享年99歲〉，《巴士的報》，2020年2月21日。（原始內容（页面存档备份，存于）存檔於2020-03-02）
- 〈麥理浩夫人鄧麗娉逝世　李麗娟：為人害羞但對港督府職員相當有心〉，《明報新聞網》，2020年2月21日。（原始內容（页面存档备份，存于）存檔於2020-03-02）
- 〈行政長官哀悼麥理浩勳爵夫人逝世（页面存档备份，存于）〉，《新聞公報》。香港：香港特別行政區政府，2020年2月21日。
- 〈向大自然敬禮〉，《郊野樂行》。香港：漁農自然護理署及郊野公園之友會，造訪於2012年11月6日。（原始內容（页面存档备份，存于）存檔於2013-01-24）
- 〈傷健策騎協會歷史〉。香港：香港傷健策騎協會有限公司，造訪於2013年11月17日。（原始內容（页面存档备份，存于）存檔於2015-06-10）

## 外部連結
- 麥理浩勳爵夫人的家族資料概要（thePeerage.com）（页面存档备份，存于）
- 香港傷健策騎協會有限公司

| 榮銜                    | 榮銜                               | 榮銜                    |
| ----------------------- | ---------------------------------- | ----------------------- |
| 前任者： 戴麟趾爵士夫人 | 港督夫人 1971年 – 1982年           | 繼任者： 尤德爵士夫人   |
| 前任者： 戴麟趾爵士夫人 | 香港女童軍總會會長 1971年 – 1982年 | 繼任者： 尤德爵士夫人   |
| 前任者： 戴麟趾爵士夫人 | 香港公益金會長 1971年 – 1976年     | 繼任者： 馮秉芬爵士夫人 |